# Котляревское (Глобинский район)
Котляревское (укр. Котляревське) — село,
Градижский поселковый совет,
Глобинский район,
Полтавская область,
Украина.
Код КОАТУУ — 5320655402. Население по переписи 2001 года составляло 21 человек.

## Географическое положение
Село Котляревское находится в 5-и км от левого берега Кременчугского водохранилища (Днепр), в 1-м км от села Анновка.